# Cathédrale de l'Immaculée-Conception de Nagasaki
Cette  cathédrale n’est pas la seule cathédrale de l'Immaculée-Conception.
 (décembre 2024).
Si vous disposez d'ouvrages ou d'articles de référence ou si vous connaissez des sites web de qualité traitant du thème abordé ici, merci de compléter l'article en donnant les références utiles à sa vérifiabilité et en les liant à la section « Notes et références ».
La cathédrale de l’Immaculée-Conception est l’église cathédrale de l’archidiocèse de Nagasaki au Japon. Elle a été édifiée en 1895 dans le style néoroman dans le quartier d’Urakami à Nagasaki, à l’époque où la persécution des Chrétiens cessa. Détruite par la bombe atomique larguée sur la ville le 9 août 1945, elle est reconstruite en 1959[réf. nécessaire].

## Histoire

### Construction auXIXesiècle
En 1865, le prêtre français (des Missions étrangères de Paris), Bernard Petitjean, découvre que presque tous les habitants d’Urakami, un village au nord de la ville de Nagasaki sont des crypto-chrétiens qui, persécutés se sont cachés et vécurent clandestinement, durant plusieurs siècles.
De nouveau pourchassés entre 1869 et 1873, plus de 3 600 chrétiens sont exilés. Près de 650 d’entre eux meurent dans cette nouvelle période de persécution. Ceux que l’on appelle les Kakure Kirishitan (« chrétiens clandestins ») reviennent dans leur village en 1873, et décident de construire leur propre église à l’endroit même où leurs ancêtres furent persécutés pour leur foi chrétienne.

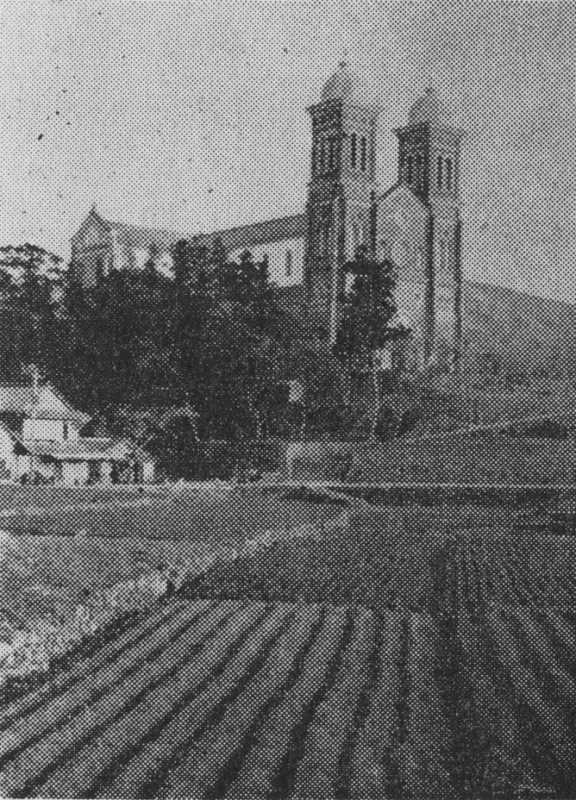
La Cathédrale avant la bombe atomique.

La construction est supervisée par le père Francine et le père Pierre-Théodore Fraineau (prêtre d'Ourakami depuis 1888) et achevée sous la direction du père Regani, tous trois prêtres des missions étrangères de Paris. Les deux tours encadrant la façade ont 64 mètres de haut. Lorsque la cathédrale fut terminée — Nagasaki est diocèse depuis 1891 — elle était la plus grande de toute l’Asie de l’Est[réf. nécessaire].

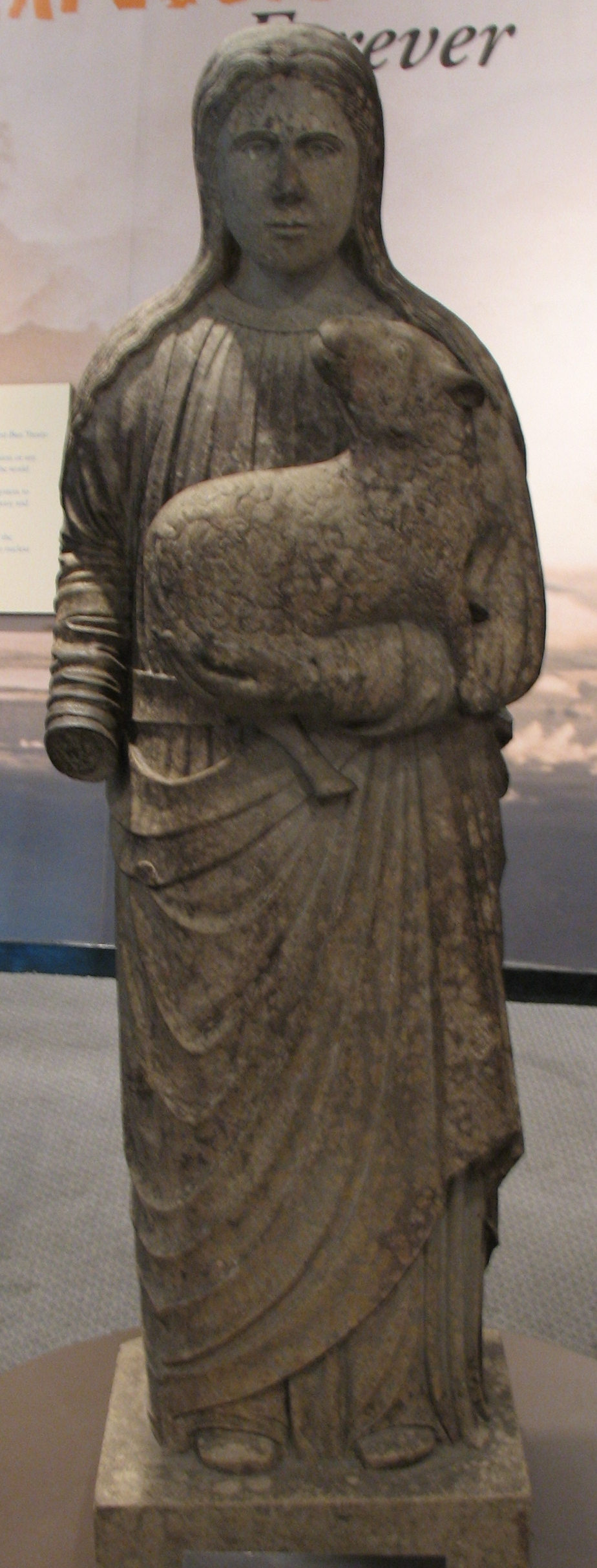
La statue de sainte Agnès, sauvée des ruines, se trouve au siège des Nations unies, à New York.

### Destruction par la bombe atomique
La bombe atomique qui est larguée au-dessus de Nagasaki le 9 août 1945 explose à 500 mètres du sol, à une distance rapprochée de la cathédrale, la détruisant complètement. Un grand nombre de fidèles assemblés dans l’église pour une célébration liturgique y perdent la vie, soit à cause des radiations soit dans l’effondrement du bâtiment[réf. nécessaire].

### Reconstruction
Après la guerre, en 1959, la cathédrale est reconstruite au même endroit, bien que les autorités municipales de Nagasaki souhaitent y préserver les ruines comme « patrimoine historique ». Un autre emplacement était offert pour une nouvelle cathédrale. Toutefois, les chrétiens de Nagasaki décident que la cathédrale serait reconstruite à son emplacement original à cause de l’importance historique qu’il revêt. Le lieu est devenu un symbole de la persécution des Chrétiens au Japon et de leurs souffrances. La Vierge de Nagasaki, statue miraculeusement préservée, y est exposée depuis sa reconstruction.
Les vestiges des murs et des colonnes de la cathédrale originale sont déplacés et se trouvent dans le « Parc de la paix » tout proche. Des statues et d’autres objets endommagés par le bombardement, y compris la cloche de l’Angelus, se trouvent maintenant exposés au « Musée de la bombe atomique » de Nagasaki.
En 1980, le nouveau bâtiment est remodelé de telle sorte qu’il ressemble davantage à l’édifice français d’origine[réf. nécessaire].